# Tempel van Salomo

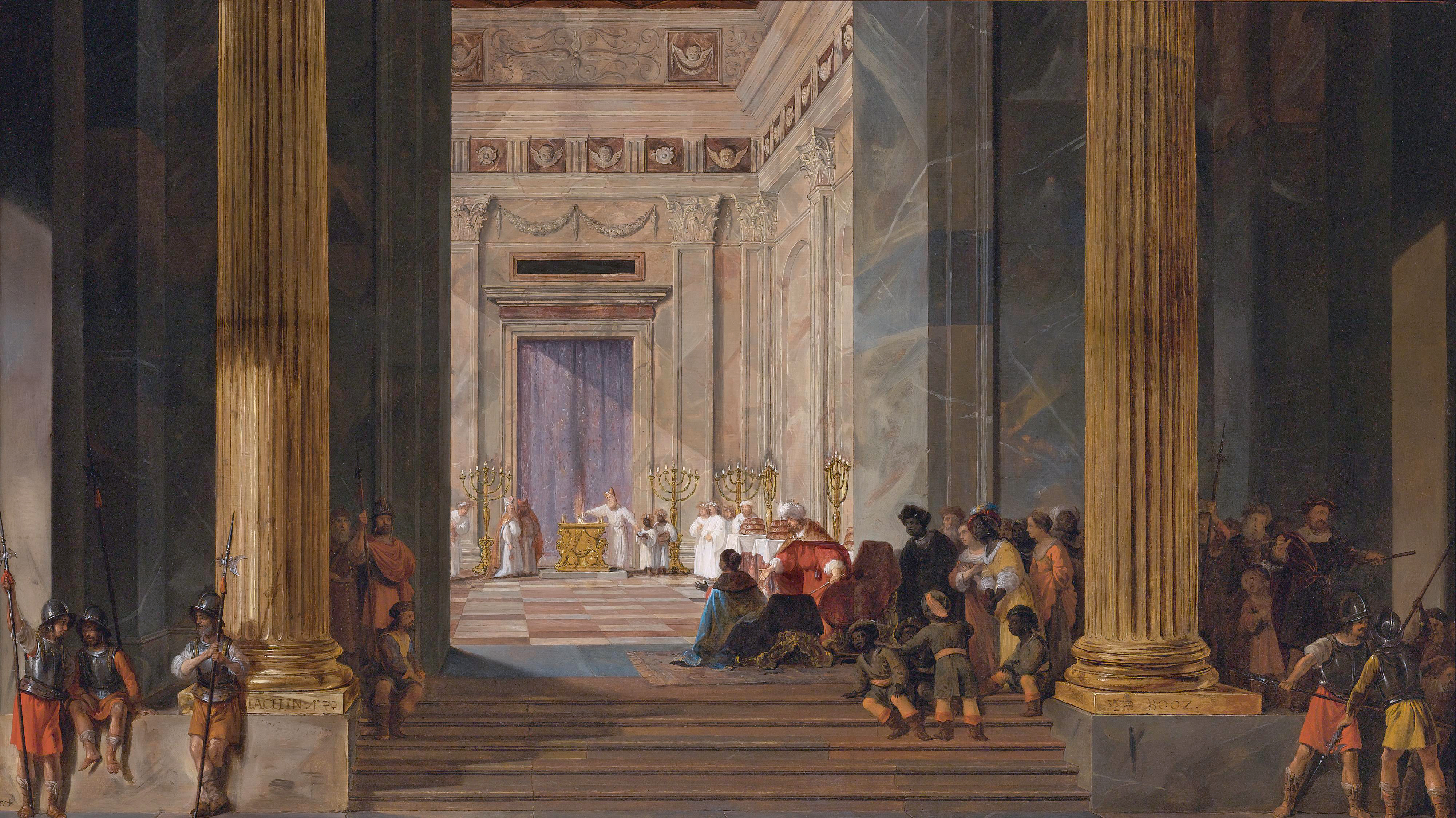
Schilderij De koningin van Sheba voor de tempel van Salomo van Salomon de Bray (1597-1664), collectie Frans Halsmuseum

De Tempel van Salomo (Hebreeuws: בֵּית־הַמִּקְדָּשׁ: Beit HaMikdash, "Heilige tempel") was volgens de Hebreeuwse Bijbel de eerste joodse tempel in Jeruzalem. Deze werd volgens de Bijbelse chronologie tussen 1000 en 900 v.Chr. gebouwd door koning Salomo en in 586 v.Chr. verwoest. Volgens de Joodse overlevering begon met de verwoesting ervan de Babylonische ballingschap.
Een daarna gebouwde Tweede Tempel werd in 70 n.Chr. verwoest. De verwoestingen van de twee heiligdommen markeren de belangrijkste keerpunten in de joodse geschiedenis, die herdacht worden op Tisja Beav.
Er is geen sluitend archeologisch bewijs gevonden dat de tempel van Salomo daadwerkelijk heeft bestaan. Opgravingen in de Tempelberg mogen niet worden verricht. Wel zijn er opgravingen gedaan in de Westmuurtunnel.

## Bouw

### Joods-traditionele visie

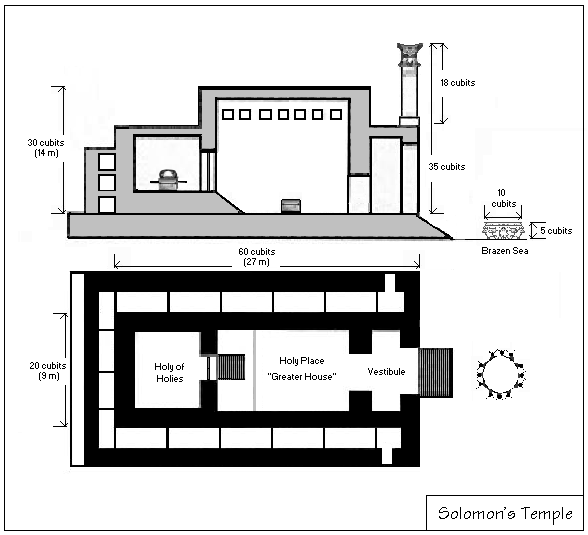

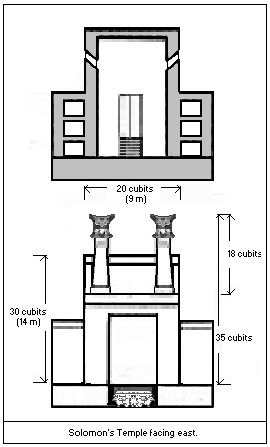

Volgens de Hebreeuwse Bijbel waren de bouwplannen voor een tempel door JHWH aan koning David doorgegeven, maar deze mocht niet aan de bouw beginnen. Alleen een 'vredesvorst' mocht hiermee beginnen: David had te veel bloed aan zijn handen door de vele oorlogen die hij gevoerd had. Davids zoon en opvolger Salomo hoefde geen oorlog te voeren tijdens zijn bewind en mocht van God, bij monde van de profeten, beginnen met de bouw. Het gebouw was een opvolger van de tabernakel, een tent die als centrum van aanbidding diende tijdens de reis van het volk Israël van Egypte naar Kanaän onder leiding van Mozes. Voor de bouw van de tempel (en paleis) nodigde Salomo, naast Joodse ambachtslieden en bouwvakkers, veel handwerkslieden uit Fenicië naar Jeruzalem. Ook veel bouwmateriaal werd ingevoerd uit het Tyrus van koning Hiram, die een bondgenoot van Salomo was. Salomo bestelde bij Hiram onder ander bekwame metaalbewerkers.

#### Bronswerk

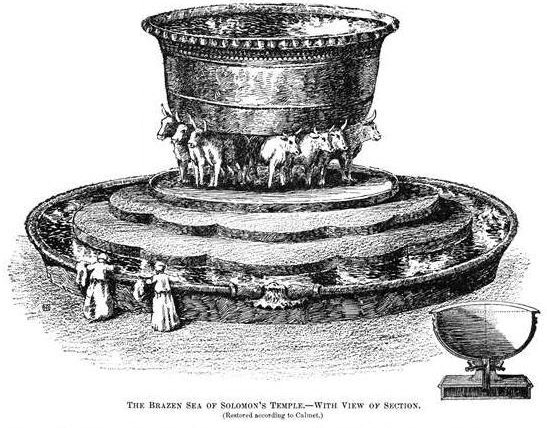
Voorstelling van de bronzen 'zee'

De handwerkslieden van Hiram maakten voor de tempel veel bronswerk. In oudere Bijbelvertalingen wordt brons aangeduid als koper. In de Bijbel worden beschreven:
Twee bronzen zuilen, genoemd naar Boaz en Jachin, en in oudere Bijbelvertalingen aangeduid als koperen pilaren. Deze waren elk getooid met een bronzen kapiteel dat versierd was met bronzen vlechtwerk van snoeren in kettingvorm en rijen granaatappels. Verder een groot koperen bekken van gegoten metaal op twaalf bronzen runderen, tien bronzen onderstellen met ingedreven reliëfs, tien bronzen bekkens en veel potten, bestek en offerschalen. Dit alles diende om de tempel in te richten voor gebruik.

#### Tempelbeschrijving
Met de tekst in de Hebreeuwse Bijbel als leidraad is een vrij nauwkeurige reconstructie van het gebouw te maken, hoewel verdere details niet bekend zijn. Op afbeeldingen zijn dan ook diverse voorstellingen van deze tempel te zien. De bouw duurde naar verluidt zeven jaar. Naar de beschrijving ervan zou het na de totstandkoming een schitterend gebouw geweest zijn waarvan de roem zich verspreidde over het Midden-Oosten.

### Wetenschappelijke visie
Er zijn geen archeologische bewijzen voor Salomo's tempel, mogelijk omdat de islamitische autoriteit die de Tempelberg beheert opgravingen verbiedt. In de grotere regio van de oude koninkrijken Israël en Juda zijn er wel vele opgravingen en onderzoekingen uitgevoerd, maar hier werd weinig gevonden over de periode tussen de zestiende en de achtste eeuw v.Chr. Zodoende zijn er geen historische of archeologische bewijzen voor het bestaan van de koningen Saul, David en Salomo. Het is mogelijk dat een eerste tempel in Jeruzalem heeft bestaan, maar het wordt zeer onwaarschijnlijk geacht dat deze gebouwd zou zijn door een heerser van een Verenigd Koninkrijk Israël (Salomo).
Er zijn wel theorieën over het ontstaan van de verhalen over deze tempel. Zo is er de theorie dat de tempeldienst zich geleidelijk ontwikkelde uit de vermenging van de nomadisch georiënteerde Israëlitische godsdienst en van eerder in het land aanwezige vruchtbaarheidsgodsdiensten. Sommige wetenschappers – zoals Israel Finkelstein en Neil Asher Silberman – hebben op grond van archeologische gegevens kritische kanttekeningen bij de historiciteit van de Bijbelse gegevens geplaatst. In de tiende eeuw v.Chr. zouden de grote rijken van de koningen David en Salomo niet bestaan hebben in de overgeleverde vorm: het land was dunbevolkt en kon niet genoeg belasting opbrengen om een leger in stand te houden. Tot in de late 7e eeuw voor Christus waren de Israëlieten voornamelijk polytheïstisch en het monotheïsme zou pas onder koning Josia tot bloei komen. De aan Salomo toegeschreven bouwwerken waren volgens deze onderzoekers van koning Omri en zijn nazaten, die polytheïstisch waren en het koninkrijk Israël of Land van Omri tot grote bloei brachten; Juda was in die periode een arme landbouwstaat.
Archeologische opgravingen elders in Palestina en Syrië tonen aan hoe tempels in die tijd naar oudere Kanaänitische voorbeelden gebouwd werden, zoals die van Baäl-Hadad in Hazor, die als voorbeeld zou hebben gediend. Deze bestond uit drie kamers. Het Heilige der Heiligen lag op het noorden, een kamer van circa dertien bij negen meter, met een diepe nis in de noordmuur. Daarvoor lag de grote zaal met het portaal ervoor. In het portaal stonden twee zuilen voor de ingang van de grote zaal. Salomo's tempel was echter oost-west georiënteerd, en bevatte de Ark van het Verbond, mogelijk met enkele bewakende cherubim en de grote bronzen slang.

## Verwoesting
De tempel werd volgens de Bijbel verwoest door de Babylonische koning Nebukadnezar II. Bij zijn verovering van Juda rond 586 v.Chr. nam hij de inventaris mee naar zijn rijk.

## Herbouw
De Perzen, die het Babylonische rijk enkele decennia later veroverden, stonden de bouw van een tempel toe. Dit werd door Zerubbabel ter hand genomen. De Perzen gaven een deel van de geroofde tempelinventaris terug. In deze tempel heeft de Ark van het Verbond nooit gestaan, omdat deze vanaf de periode rond de verwoesting van de tempel van Salomo verdwenen was.
Deze tempel werd diverse malen uitgebreid en gerenoveerd. De laatste verbouwing was door Herodes de Grote in 34 v.Chr. De tempel werd in het jaar 70 na Chr. verwoest. Een deel van een later toegevoegd terras, het enige wat van dit gebouw nog zichtbaar over is, is de Westmuur (ook Klaagmuur genoemd). Deze is niet van de eerste tempel.